# Ägypter (Klettertechnik)

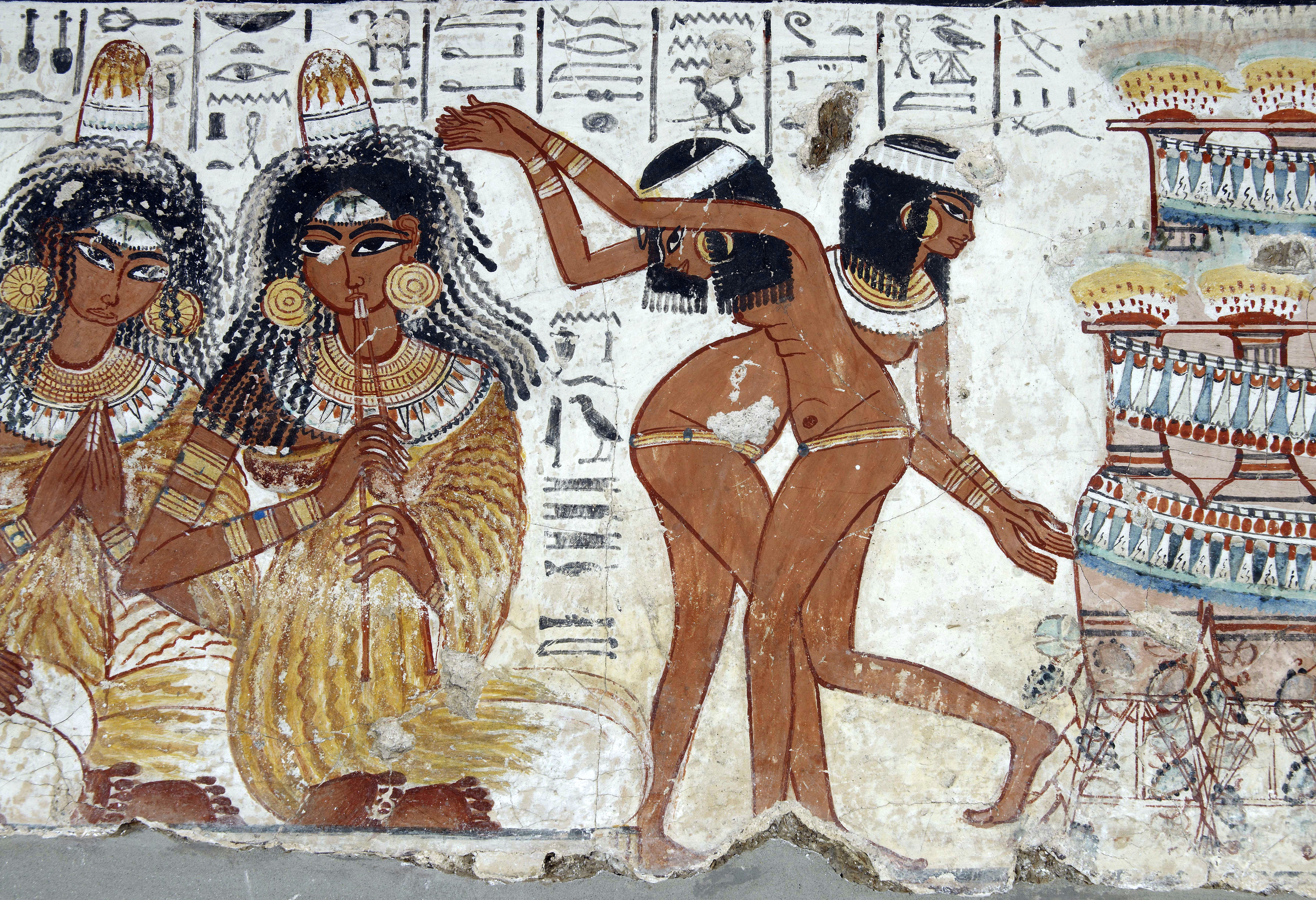
Altägyptische Gemälde (um 1400 v. Chr.). Die vordere Frau ist in der Ägypterposition. Die Felswand würde dabei hinter ihr sein.

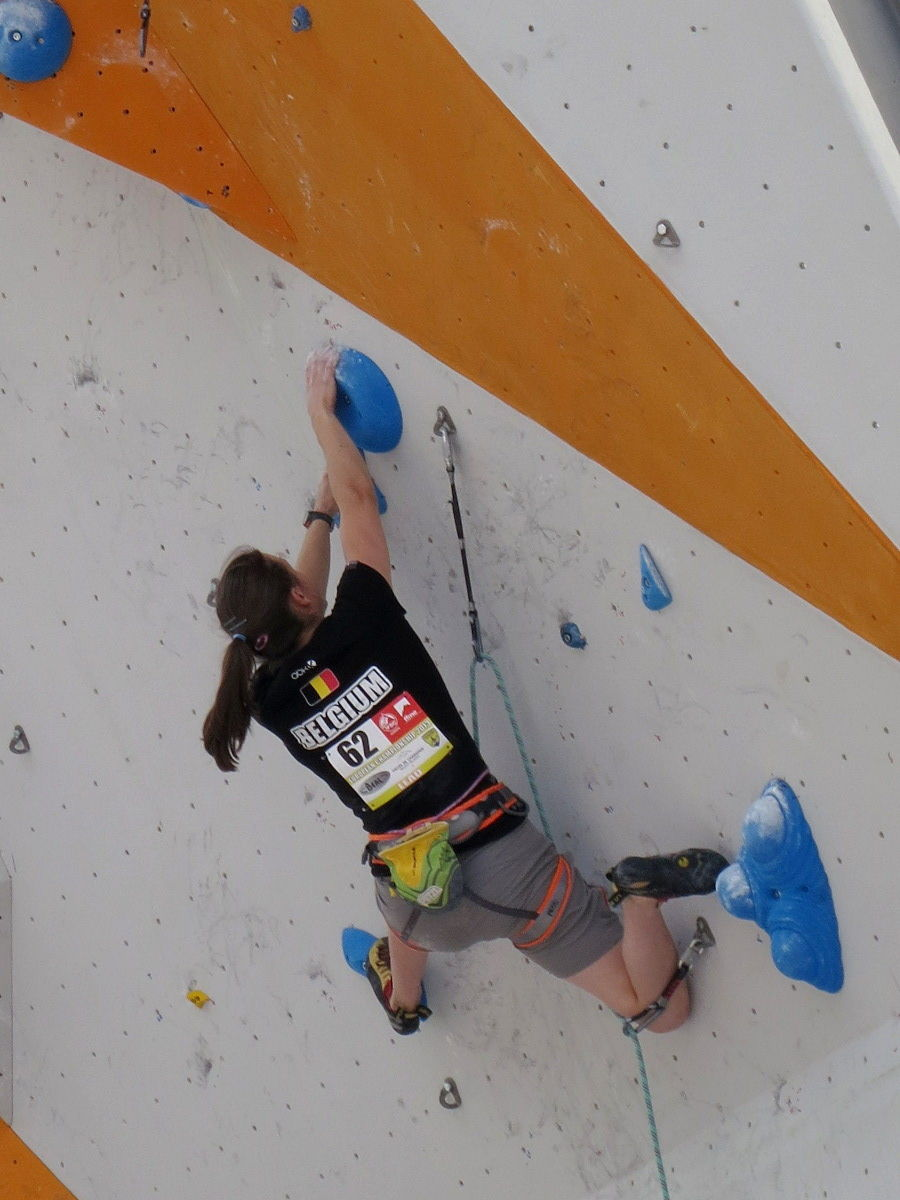
Drop-Knee von Anak Verhoeven beim Semifinale der Europameisterschaften 2013

Der Ägypter, auch Lolotte, Igor oder Dropknee genannt, ist eine bestimmte stabile Körperposition des Sportkletterns. Er entsteht häufig in der Hauptphase (dem Teil der Kletterbewegung, bei dem eine Hand weitergreift) der Eindrehtechnik. Der Name Ägypter  spielt auf die Ähnlichkeit dieser Position mit der von Menschen auf altägyptischen Bildern an (siehe Bild). Kennzeichen der Körperposition ist die seitliche Stellung zur Wand und das mehr oder weniger angewinkelte, zuvor unter Belastung nach unten gedrehte Knie (Dropknee) des rückseitigen Beines. Das rückseitige angewinkelte Bein ist dabei immer das felsnahe und auf der gleichen Körperseite wie die Hand, für deren geplantes Weitergreifen die Position eingenommen wird. Der Fuß des rückseitigen Beines steht dabei normalerweise auf dem Außenrist und der des nach vorne zeigenden auf dem Innenrist.

## Differenzierung
Die häufig anzutreffende Gleichsetzung von Ägypter und Dropknee dürfte kritisch betrachtet nicht ganz exakt sein, da der Begriff „Ägypter“ den ganzen Körpers umfasst, während „Dropknee“ nur die dabei typische Knieposition bezeichnet. Auch ungeklärt bleibt die Frage, wie weit das Knie angewinkelt sein muss, damit aus einer normalen Eindrehposition ein Ägypter wird.
Im angelsächsischen Raum wird gelegentlich nach der Art der Trittnutzung zwischen Backstep und Dropknee unterschieden, wobei der Fuß des angewinkelten Beines im ersten Fall mit dem Außenrist auf einem horizontalen und im zweiten Fall auf einem vertikalen Tritt steht. Gresham macht keinen Unterschied bezüglich der Trittneigung und grenzt den Ägypter von anderen Positionen des Eindrehens folgendermaßen ab: Spezifisch am Ägypter ist, dass durch die Kniedrehung nach unten der Tritt dazu genutzt wird über eine Hüftdrehung den Körper beziehungsweise seinen Schwerpunkt an den Fels zu ziehen. Um diesen Effekt zu erzielen, muss die Drehung unter Belastung vollzogen werden.
Siehe auch: Klettertechnik

## Geschichte
Da die Ägypterposition Teil der Eindrehtechnik ist, entstand sie mit dieser im Zusammenhang mit dem Aufkommen des Hallenkletterns mit seinen häufig überhängenden Routen in den späten 1980er und den 1990er Jahren. Dies zeigt sich auch an der Widerspiegelung in der Fachliteratur. Während ältere Standardlehrbücher zum Sportklettern aus den 1980er Jahren wie zum Beispiel dasjenige von Güllich und Kubin oder das von Glowacz und Pohl noch nichts von Eindrehen, Dropknee und Ägypter erwähnen, findet man erste Ansätze dieser Bewegungsausführung ab dem Beginn der 1990er Jahre.
Damit zählt die Klettertechnik des Ägypters zu den modernsten im Klettersport.

## Anwendung
Die Anwendung des Ägypters ist insbesondere in überhängendem Gelände und bei Schulterzügen eine wichtige Option.
Nachdem der Kletterer voraus geplant hat, welche Hand wohin weiter greifen soll, stellt er zuerst beide Füße mit dem Innenrist oder frontal und mit tendenziell nach außen rotierten Knien auf die ausgewählten Tritte. Das Knie des Beines, welches auf der Seite der Hand liegt, die nachher weitergreifen soll, wird nun unter Belastung von außen nach innen unten rotiert. Dabei wird der Körper durch die damit verbundene Hüftdrehung von einer frontalen zu einer seitlichen Position gedreht. Der Fuß dreht sich von einer Innenrist- oder Frontalstellung zu einer Außenriststellung und kann sich in Extremfällen sogar soweit drehen, dass zuletzt die Fußoberseite auf dem Tritt aufliegt (Toehook). Gleichzeitig wird der Schwerpunkt seitlich zur Wand hin verschoben und stabilisiert. Im Moment der größten Entlastung greift der Kletterer in der Hauptphase der Bewegung aus der vollendeten Ägypterposition weiter. Die Beschreibung der Anwendung findet sich mittlerweile partiell oder vollständig in vielerlei Lehrbüchern und Artikeln.

## Funktion
Das Abdrehen des rückseitigen Beines nach unten bewirkt eine maximale seitliche Schwerpunktverlagerung zum Fels hin, durch die Nutzung von Gegendruck im  Fuß- und Beinbereich kann der Schwerpunkt dort besser gehalten werden und durch die seitliche Körperposition kann, wie generell beim Eindrehen weiter hoch gegriffen werden. Bei Schulterzügen erzeugt das rückseitige Bein den spezifischen Gegendruck zur haltenden Hand und ermöglicht dadurch eine eingedrehte, kraftsparendere Körperposition.

## Orthopädische Aspekte
Aus orthopädischer Sicht stellt der Ägypter ein erhöhtes Risiko für die Knie dar. Das hintere angewinkelte Knie ist hohen seitlichen Belastungen ausgesetzt, die insbesondere bei einem Kniewinkel von über 90 Grad und bei einem zusätzlichen Hängen am Griff zu einem hohen Druck (mit zum Teil zusätzlichen Scherbelastungen) auf die Menisken und dabei insbesondere auf das Innenminiskus-Vorderhorn, die Innenbänder und die Kniescheibe führen. Dies erhöht das Risiko einer Schädigung der Innenmenisken, welche diesem spezifischen Druck schlechter gewachsen sind als die Außenmenisken. Dass dies am wahrscheinlichsten kausal mit der Ägypterposition zusammenhängt, lässt sich auch epidemiologisch aus der positiven Korrelation der Häufigkeit solcher Verletzungen im Klettersport mit der zunehmenden Anwendung des Ägypters und des Eindrehens seit den 1990er Jahren vermuten. Ein weiteres Verletzungsmuster des Knies im Zusammenhang mit dieser Position ist die Patellaluxation, bei welcher aber nicht klar ist, welche Rolle dabei eine anatomisch bedingte Disposition bei der Traumatisierung spielt. Bei einer Stichprobe von 604 Kletterern gehörten Knieverletzungen mit einem Anteil von 3,6 % zu den zehn häufigsten Lokalisationen kletterspezifischer Diagnosen.
Solcherlei, primär durch den Ägypter hervorgerufene Knieverletzungen sollten unbedingt diagnostisch mit Kernspintomographie oder Arthroskopie untersucht werden, da sich sonst ernsthafte Knorpelschäden entwickeln können.
Wenn ein Kletterer schon Knieprobleme hat, so sollte er sicherheitshalber auf den Ägypter verzichten.